# Équipe de Bosnie-Herzégovine féminine de rugby à XV
L'équipe de Bosnie-Herzégovine de rugby à XV féminin est une sélection des meilleures joueuses de Bosnie-Herzégovine pour disputer les principales compétitions internationales ou affronter d'autres équipes nationales en test matchs. Elle a notamment joué le premier match international officiel de rugby à XV féminin en 2005.

## Histoire
L'équipe de Bosnie-Herzégovine joue son premier match international officiel de rugby à XV féminin en 2005, à Zenica, face à la Norvège qui se solde par une défaite 30 - 0.
L'histoire de l'équipe de Bosnie-Herzégovine se résume actuellement à une participation en 2005 au Trophée européen féminin organisé par la FIRA.